# Procyanidine A1
La procyanidine A1 est une  procyanidine, un type de tanin condensé. 
C'est un dimère de proanthocyanidine de type A.
On peut la trouver dans Rhododendron spiciferum, dans le tégument (la peau) de la cacahuète et dans Ecdysanthera utilis.
La procyanidine B1 peut être convertie en la procyanidine A1 par réaction d'oxydation radicalaire en utilisant le 1,1-diphényl-2-picrylhydrazyle (DPPH) en conditions neutres.